# Klemens Biniakowski
Klemens Biniakowski, né le 15 novembre 1902 à Nakło nad Notecią, est un athlète polonais spécialiste des épreuves de sprint (athlétisme).

## Biographie
Il a été affilié à Sokół Nakło (de 1920 à 1925), à Polonia Bydgoszcz (de 1926 à 1928) et de Warta Poznań (de 1929 à 1937). 
Il s'est spécialisé dans les courses de sprint, en particulier sur le 400 m.
Il a participé aux Jeux olympiques d'Amsterdam en 1928 dans l'épreuve du 400 m ainsi qu'au 4 × 400 m.
Sélectionné aux Jeux olympiques d'été de 1936 à Berlin, où il fut porte-drapeau, il a couru dans l'équipe du 4 × 400 m.
Mobilisé en août 1939, il a pris part à la campagne de septembre, il est fait prisonnier. Evadé du camp de Lituanie, il a tenté de fuir vers la Suède, a été repris par les Nazis, il fut emprisonné au camp de concentration de Sachsenhausen, puis celui de Neuengamme à partir de 1942.
À la libération, il fut entraîneur d'athlétisme dans son village natal, à la TUR Nakło. Puis, de 1958 à 1960, il a travaillé à la Polonia Bydgoszcz entrainant des athlètes tels que Korban R., A. Makowski, W. Dudziak, ou E. Szwajkowsk.

## Palmarès
- Jeux olympiques
  - participe au quart de finale du 400 m, aux Jeux olympiques d'été de 1928 à Amsterdam
  - participe à la demi-finale du 4 × 400 m, aux Jeux olympiques d'été de 1928 à Amsterdam
  - participe à la demi-finale du 4 × 400 m, aux Jeux olympiques d'été de 1936 à Berlin (record national)

- Championnats de Pologne

Il a établi 14 records nationaux :
notamment au cours de la période 1927-1936:
- - 100 m en 10,7 s (7 août 1934 à Varsovie)
  - 400 m en 50,4 s (29 avril 1928 Royal Huta)
  - 400 m en 48,8 s (23 septembre 1934 Milan).

Klemens Biniakowski a été le premier polonais sur le 400 mètres sous les 50 secondes (le 12 septembre 1931). 
Il a remporté 22 titres de Champion de Pologne : 
- -  sur le 200 m - 1930, 1932, 1933, 1934 et 1935
  -  sur le 400 m - 1928, 1930, 1931, 1932, 1933, 1934 et 1935
  -  en relais 4 × 100 m - 1931 et 1935
  -  en relais 4 × 400 m - 1931, 1932, 1933, 1934 (2 fois) et 1935
  -  sur le Suédois relais - 1934
  -  sur le Olympique de relais - 1934

Il a été à quatre reprises Vice-Champion de Pologne: 
- -  sur le 200 m - 1931
  -  en relais 4 × 100 m - 1933 et 1934
  -  en relais 4 × 400 m - 1930

Il a été deux fois médaillé dans le Championnat de Pologne: 
- -  en relais 4 × 100 m en 1932 et 1934.

## Records personnels
- 100 m - 10,6 s
- 200 m - 22,1 s
- 400 m - 48,8 s